# Krzysztof Kubiak (1956–2020)
Krzysztof Ryszard Kubiak (ur. 30 stycznia 1956  w Rzeszowie, zm. w styczniu 2020) – polski specjalista w zakresie inżynierii materiałowej, dr. hab. inż.

## Życiorys
Studiował na Wydziale Metali Nieżelaznych Akademii Górniczo-Hutniczej w Krakowie, 27 marca 1996 obronił pracę doktorską Wpływ lokalnych warunków odkształcenia na mikrostrukturę i wytrzymałość zmęczeniową stopów tytanu, 31 maja 2004 habilitował się na podstawie pracy zatytułowanej Technologiczna plastyczność dwufazowych stopów tytanu odkształcanych na gorąco.
Został zatrudniony na stanowisku profesora nadzwyczajnego w Katedrze Nauki o Materiałach, oraz dziekana na Wydziale Budowy Maszyn i Lotnictwa Politechniki Rzeszowskiej im. Ignacego Łukasiewicza.
Był członkiem Polskiego Towarzystwa Mikroskopii, a także Komisji Inżynierii Powierzchni Oddziału Polskiej Akademii Nauk w Poznaniu.
Zmarł w styczniu 2020.